# Coelogyne hitendrae
Coelogyne hitendrae é uma espécie de orquídea epífita, família Orchidaceae, que habita do Nepal até Myanmar.